# Brief van Jakobus
De Brief van Jakobus (vaak kortweg Jakobus genoemd) is een van de algemene zendbrieven in het Nieuwe Testament van de Bijbel. De brief werd in het Koinè-Grieks geschreven.

## Auteur en datering
De schrijver noemt zich "Jakobus, dienaar van God en van de Heer Jezus Christus". Omdat de tekst weinig bruikbare informatie bevat om de auteur te identificeren, zijn er binnen de Bijbelwetenschap twee standpunten inzake het auteurschap en het tijdstip van ontstaan van de brief.

### Vroeg ontstaan, door de broer van Jezus
Omdat de auteur zich Jakobus noemt, maar niet zegt dat hij apostel was, denken orthodoxe theologen dat het gaat om Jakobus de Rechtvaardige, een van de broers van Jezus. Zij zien dit bevestigd door externe en interne indicaties:
1. de vroege traditie gaf Jakobus, de broer van Jezus, als de auteur;
2. de brief van Jakobus bevat Semitische elementen;[1]
3. er zijn opvallende overeenkomsten in het Grieks tussen de toespraak van Jakobus in Handelingen 15:13-31 (zonder literaire afhankelijkheid) en de brief van Jakobus;
4. er zijn parallellen tussen de Bergrede in Matteüs 5-7 en de brief van Jakobus.

Het goede en verzorgde Grieks van de brief zou verklaard kunnen worden doordat de brief in opdracht van Jakobus door een secretaris zou zijn opgesteld. Louis Berkhof sprak de veronderstelling tegen dat Jakobus waarschijnlijk niet zo goed Grieks kende, verwijzend naar Flavius Josephus' Oude geschiedenis van de Joden 20.8.8 en 20.9.2.
Een compositie van Jakobus, de broer van Jezus, vereist een ontstaansdatum vóór zijn dood in het jaar 62, die onafhankelijk van elkaar door Flavius Josephus en Eusebius van Caesarea is overgeleverd. Inhoudelijk past deze datering bij de sterke wortels in joodse tradities. De brief zou dan waarschijnlijk zijn geschreven vóór het Concilie van Jeruzalem (ca. 45 n.Chr.), omdat het daar besproken onderwerp van de acceptatie door christenen van niet-joodse traditie (heidense christenen) geen rol speelt in de brief van Jakobus. Dit zou de brief van Jakobus tot een van de oudste geschriften in het Nieuwe Testament maken.
Een andere mogelijkheid is dat het gaat om een verzameling van preken en spreuken van Jakobus die door een latere redacteur op schrift gesteld zijn.

### Latere pseudepigrafie
Historisch-kritische onderzoekers beschouwen de brief van Jakobus vooral als een later, pseudepigrafisch geschrift. In dit geval noemde de auteur zichzelf Jakobus om het schrijven zijn autoriteit te geven of omdat de auteur zichzelf zag als behorend tot de theologische school van Jakobus. Aangezien Jakobus de gelatiniseerde vorm is van יַעֲקֹב, Jakov, een veel gebruikte naam in het jodendom omdat de naam verwijst naar de aartsvader Jakob, kan de auteur ook een onbekende Jakobus zijn.
De redenen die pleiten tegen het auteurschap van Jakobus, de broer van Jezus, zijn:
1. goed en verzorgd Grieks, wat van een eenvoudige Jood uit Palestina nauwelijks verwacht kon worden (vergelijk Handelingen 4:13);
2. de afwezigheid van thema's die we volgens andere bronnen zouden verwachten van de historische Jakobus (relatie tussen joodse en heidense christenen, naleving van joodse rituelen en spijswetten, etc.);
3. de vermelding van 'leraren' en 'oudsten' als vaste kerkelijke ambten, die pas aan het einde van de 1e eeuw n.Chr. werden ingesteld;
4. het geschrift werd in het Westen relatief laat bekend en erkend en het ontbreekt in enkele vroege lijsten van de Bijbelse canon, waaronder die van Tertullianus en de Canon Muratori; deze late opname in de canon van het Nieuwe Testament kan worden opgevat als een indicatie dat het vereiste auteurschap door een apostel werd betwist.

De meerderheid van de auteurs die de brief van Jakobus als pseudepigrafisch beschouwen, dateren deze rond het jaar 100.

### Vroegste vermeldingen en citaten
Het oudste nog bestaande citaat uit de brief van Jakobus is gevonden door Origenes in de 3e eeuw. De oudste bekende handschriften van de Jakobusbrief dateren van 250 n.Chr. (Papyrus 20 en 23). In die tijd was de brief dus al wijd verspreid.

## Geadresseerden
De brief is gericht aan de "twaalf stammen in de diaspora" (1:1). Hiermee worden mogelijk specifiek de christenen van Joodse oorsprong in de diaspora bedoeld, maar gangbaarder is de uitleg waarbij dit beschouwd wordt als beeldspraak voor de christelijke gemeenschap. Het boek bevat geen specifieke geadresseerde, geen duidelijke briefstructuur en geen formele afsluiting. Het gaat dan ook eerder om een tekst die bedoeld was voor publicatie en/of circulatie. Aangezien de brief voor het eerst wordt vermeld in een derde-eeuws geschrift uit Palestina, is het mogelijk dat de geadresseerden leefden in het grensgebied van Palestina en Syrië.

## Inhoud
De Jakobusbrief is overwegend praktisch georiënteerd ("Geloof zonder werken is dood") en bevat een aantal sociaal-ethische voorschriften en aanwijzingen. De schrijver richt zich tot Joodse christenen die de leer wel kennen, maar hulp in het alledaagse leven nodig hebben.

### Structuur
- 1:1 Groet
- 1:2-18 Bewaring in verzoeking
- 1:19-27 Dader van het woord, niet alleen hoorder
- 2:1-13 De zonde van de vooringenomenheid
- 2:14-26 Geloof en werken
- 3:1-12 De zonden van de tong
- 3:13-18 De wijsheid van boven en van beneden
- 4:1-10 Vriendschap met de wereld is vijandschap met God
- 4:11-17 Deemoed, de zonde van eigen eer
- 5:1-6 Het gericht over de rijken
- 5:7-11 Geduldig lijden
- 5:12 Niet zweren
- 5:13-18 Gebed voor zieken, macht van voorbede
- 5:19-20 De terugkeer van de zondaar van zijn dwaalweg

### Werkheiligheid
De Jakobusbrief werd vaak bekritiseerd of verworpen vanwege de daarin voorkomende nadruk op 'werkheiligheid': het geloof dat men door eigen werken en verdienste gered kan worden. Zo noemde Maarten Luther de Jakobusbrief een "strooien brief".

## Het voorbehoud van Jakobus
Men gebruikt in bevindelijke kringen soms wel de uitdrukking "onder het voorbehoud van Jakobus" (of de afkorting "s.c." of "s.c.j." naar het Latijnse: sub conditione Jacobi). Deze uitdrukking wordt gebruikt bij afspraken, om aan te geven dat men als mens de toekomst niet onder controle heeft, maar afhankelijk is van God. Deze uitdrukking verwijst naar de tekst uit Jakobus 4:13-15:
Dan iets voor u die zegt: 'Vandaag of morgen gaan wij naar die en die stad. Daar blijven we een jaar, we zullen er handeldrijven en geld verdienen.' U weet niet eens hoe uw leven er morgen uitziet. U bent immers maar damp, die heel even verschijnt en dan al verdwijnt. U zou moeten zeggen: 'Als de Heer het wil, zijn we dan in leven en zullen we dit of dat doen.'
Van gelijke strekking is de uitdrukking Deo volente.